# Rejon odeski
Rejon odeski (ukr. Одеський район) – rejon na Ukrainie, w obwodzie odeskim, ze stolicą w Odessie.

## Historia
Rejon został utworzony 17 lipca 2020 decyzją Rady Najwyższej o przeprowadzeniu reformy administracyjno-terytorialnej Ukrainy. W jego skład weszły dotychczasowe rejony: bielajewski (w całości), łymanski (w większości), owidiopolski (w większości) oraz miasto Odessa.